# سمردژییته
سمردژییته (به بلغاری: Semerdjiite) یک منطقهٔ مسکونی در بلغارستان است که در شهرستان گابروو واقع شده‌است.